# Nova Express (album)
Nova Express je studiové album Johna Zorna. Album vyšlo v březnu 2011 u Tzadik Records a produkoval ho John Zorn. Album bylo inspirováno stejnojmennou prózou Williama Burroughse.

## Seznam skladeb
Všechny skladby napsal(i) John Zorn. 
| Pořadí         | Název                    | Délka |
| -------------- | ------------------------ | ----- |
| 1.             | Chemical Garden          | 3:44  |
| 2.             | Port of Saints           | 5:21  |
| 3.             | Rain Flowers             | 4:41  |
| 4.             | The Outer Half           | 3:50  |
| 5.             | Dead Fingers Talk        | 2:20  |
| 6.             | The Ticket That Exploded | 4:03  |
| 7.             | Blue Veil                | 7:21  |
| 8.             | IC 2118                  | 7:37  |
| 9.             | Lost Words               | 2:20  |
| 10.            | Between Two Worlds       | 5:02  |
| Celková délka: | Celková délka:           | 46:20 |

## Sestava
- Trevor Dunn - baskytara
- John Medeski - piáno
- Kenny Wollesen - vibrafon[5]
- Joey Baron - bicí